# Sagittarius A
Sagittarius A (abreviat Sgr A) este o sursă radio / radiosursă complexă situată în centrul Galaxiei Noastre. Ea a primit numele de la constelația zodiacală Săgetătorul (în latină, Sagittarius), în direcția căreia este situată. Este formată din trei componente:
- Sagittarius A Est, resturile unei supernove
- Sagittarius A Vest, o structură în spirală
- Sagittarius A*, o radiosoursă compactă și extrem de puternică în centrul spiralei.

Mulți astronomi cred că centrul Galaxiei Noastre este ocupat de o gaură neagră supermasivă. Se pare că Sagittarius A* este candidatul cel mai plauzibil pentru această ipoteză.
Bruce Balick (University of Washington) și Bob Brown au descoperit în 1974 Sagittarius A*.

## Caracteristici

### Sagittarius A Est
Este o structură ale cărei dimensiuni sunt în jur de 25 de ani-lumină; arată ca o rămășiță de supernovă, în după o explozie care a avut loc între 10.000 și 100.000 de ani în urmă. Pentru a crea o astfel de structură, explozia trebuie să fi fost de 50 până la 100 de ori mai puternică decât o explozie normală a unei supernove; se presupune că Sgr A Est este ceea ce a rămas dintr-o stea intrată în câmpul gravitațional al găurii negre centrale, din care masa sa ar fi fost puternic comprimată și deformată. Această sursă emite radiație de sincrotron, deci nu termică.

### Sagittarius A Vest
Are aspectul unei spirale cu trei brațe, iar din acest motiv este cunoscută sub numele de „Minispirala”. Totuși, atât aspectul, cât și porecla pot induce în eroare: de fapt, structura tridimensională reală a obiectului nu are aspectul unei spirale; Sgr Vest este format din praf interstelar și nori, atrași de orbita obiectului Sagittarius A*, în care cad cu o viteză de aproximativ 1000 km/s. Gazele obiectului Sagittarius Vest sunt ionizate, din cauza prezenței unei populații OB de peste o sută de stele aflate în apropiere.
Sgr A Vest este, de asemenea, înconjurat de o masă mai rece de gaz molecular, „Discul Circumnuclear” (CND). Natura și cinematica brațului nordic al Sgr A Vest sugerează că anterior a făcut parte din CND, iar mai târziu a „căzut” în urma unor perturbații, precum cea care ar fi putut genera explozia obiectului care a creat Sgr A Est. Brațul nordic apare ca o creastă de emisie foarte strălucitoare extinsă în direcția nord-sud.
Arcul de vest este în schimb interpretat ca un nor ionizat în partea internă a CND. Brațul exterior și bara par a fi doi nori mari similari cu cei ai brațului nordic, deși nu împart aceeași orbită plană. Masa lor a fost estimată la aproximativ 20 de mase solare fiecare.
Pe lângă aceste mari structuri principale, în nori pot fi observate mici fisuri și „găuri”, dintre care cea mai notabilă este numită „Minicavitate”; originea sa s-ar putea datora vântului solar al unei stele masive neidentificate clar.

### Sagittarius A*
În centrul Căii Lactee se află o sursă radio foarte intensă, tocmai în centrul structurii spiralate a Sgr A Vest. Prin urmare, unii astronomi cred că această sursă corespunde unei găuri negre supermasive. Very Large Telescope și Keck Telescope au identificat stele ale căror orbite sunt puternic influențate de acest obiect, până la punctul de a se roti în jurul lui la viteze semnificativ mai mari decât cele ale stelelor aflate pe orbite stelare normale. Una dintre aceste stele, catalogată ca S2, pare să orbiteze în jurul obiectului Sagittarius A* cu o viteză de peste 5000 km/s.